# Anna Dmitrieva
Anna Vladimirovna Dmitrieva (in russo Анна Владимировна Дми́триева?; Mosca, 10 dicembre 1940 – Mosca, 24 giugno 2024) è stata una tennista e telecronista sportiva sovietica.

## Biografia
Si fece notare già a livello giovanile quando a Wimbledon 1958 raggiunse la finale del singolare ragazze dove si poi arrese a Sally Moore. Tra le adulte ottenne i risultati migliori nel doppio e in questa disciplina giocò le semifinali di Wimbledon 1963 (in coppia con Judy Tegart) e i quarti al Roland Garros 1968 insieme alla connazionale Galina Bakšeeva.
In Fed Cup giocò un totale di 5 partite, collezionando 3 vittorie e 2 sconfitte.